# Diocesi di Agats
La diocesi di Agats (in latino Dioecesis Agatsensis) è una sede della Chiesa cattolica in Indonesia suffraganea dell'arcidiocesi di Merauke. Nel 2022 contava 66.700 battezzati su 199.000 abitanti. È retta dal vescovo Aloysius Murwito, O.F.M.

## Territorio
La diocesi comprende la reggenza di Asmat nella provincia indonesiana di Papua meridionale.
Sede vescovile è la città di Agats, dove si trova la cattedrale della Santa Croce.
Il territorio è suddiviso in 21 parrocchie.

## Storia
La diocesi è stata eretta il 29 maggio 1969 con la bolla Prophetae vaticinium di papa Paolo VI, ricavandone il territorio dall'arcidiocesi di Merauke.

## Cronotassi dei vescovi
Si omettono i periodi di sede vacante non superiori ai 2 anni o non storicamente accertati.
- Alphonsus Augustus Sowada, O.R.C. † (29 maggio 1969 - 9 maggio 2001 dimesso)
- Aloysius Murwito, O.F.M., dal 7 giugno 2002

## Statistiche
La diocesi nel 2022 su una popolazione di 199.000 persone contava 66.700 battezzati, corrispondenti al 33,5% del totale.
| anno | popolazione | popolazione | popolazione | presbiteri | presbiteri | presbiteri | presbiteri                | diaconi | religiosi | religiosi | parrocchie |
| anno | battezzati  | totale      | %           | numero     | secolari   | regolari   | battezzati per presbitero | diaconi | uomini    | donne     | parrocchie |
| ---- | ----------- | ----------- | ----------- | ---------- | ---------- | ---------- | ------------------------- | ------- | --------- | --------- | ---------- |
| 1970 | 15.254      | 45.000      | 33,9        | 12         |            | 12         | 1.271                     |         | 19        | 5         | 10         |
| 1980 | 17.552      | 49.300      | 35,6        | 12         |            | 12         | 1.462                     |         | 17        | 9         | 12         |
| 1990 | 35.927      | 63.000      | 57,0        | 12         |            | 12         | 2.993                     |         | 15        | 14        | 12         |
| 1999 | 43.011      | 83.850      | 51,3        | 14         | 5          | 9          | 3.072                     | 1       | 10        | 15        | 12         |
| 2000 | 48.310      | 84.500      | 57,2        | 15         | 5          | 10         | 3.220                     | 1       | 11        | 12        | 12         |
| 2001 | 49.116      | 70.951      | 69,2        | 14         | 3          | 11         | 3.508                     | 1       | 16        | 12        | 12         |
| 2002 | 49.024      | 70.724      | 69,3        | 16         | 5          | 11         | 3.064                     | 1       | 16        | 12        | 12         |
| 2004 | 45.750      | 77.850      | 58,8        | 17         | 5          | 12         | 2.691                     | 1       | 13        | 13        | 12         |
| 2006 | 49.980      | 98.732      | 56,0        | 21         | 6          | 15         | 2.380                     | 1       | 15        | 10        | 12         |
| 2012 | 55.319      | 82.100      | 60,9        | 18         | 10         | 8          | 3.073                     | 1       | 13        | 10        | 12         |
| 2015 | 59.312      | 104.241     | 56,9        | 26         | 14         | 12         | 2.281                     | 1       | 16        | 16        | 12         |
| 2018 | 60.373      | 106.396     | 56,7        | 25         | 15         | 10         | 2.414                     | 1       | 13        | 16        | 13         |
| 2020 | 65.292      | 194.959     | 33,5        | 29         | 19         | 10         | 2.251                     | 1       | 13        | 17        | 21         |
| 2022 | 66.700      | 199.000     | 33,5        | 29         | 19         | 10         | 2.300                     | 1       | 13        | 17        | 21         |